# Joseba Aguirre López
Joseba Aguirre López (Ortuella, Vizcaya, 17 de marzo de 1964) es un exfutbolista y entrenador español. Actualmente, y desde mediados de la Temporada 23-24, es entrenador del Real Betis Balompié (femenino)
Se desempeñaba en posición de centrocampista y se formó en las categorías inferiores del Ortuella F.C. del que, en edad aún juvenil, lo traspasó al Sestao Sport Club.
Como entrenador, ha dirigido al Athletic Club femenino, al Real Oviedo femenino y actualmente al Real Betis Balompié (femenino)

## Trayectoria

### Como jugador
Joseba llegó al Bilbao Athletic en 1983 procedente del Sestao Sport. Debutó en Primera División con el Athletic Club el 9 de septiembre de 1984, en una jornada en la que hicieron huelga los futbolistas profesionales. En la temporada 1986-87 regresó al primer equipo rojiblanco, donde logró sus dos primeros tantos en Primera División. Para la campaña siguiente, con la llegada de Howard Kendall, fue titular en 36 partidos de Liga. Sin embargo, entre 1988 y 1990, solo participó en tres encuentros (un gol) e, incluso, llegó a participar en más de una decena de encuentros con el Bilbao Athletic. Así pues, tras 65 encuentros con el Athletic Club y 140 con el Bilbao Athletic se marchó al Real Burgos para la campaña 1990-91. En enero de 1994, después de 130 encuentros con el club burgalés, se incorporó al Celta de Vigo. Se retiró en 1996 tras dos campañas en el Deportivo Alavés.

### Como entrenador
En junio de 2015 se hizo cargo del Athletic Club (femenino). En su primera temporada conquistó el título de Liga, ganando 25 de los 30 partidos de la competición. Esto le permitió disputar la siguiente edición de la Liga de Campeones, donde cayeron derrotados ante el Fortuna Hjørring por un global de 4-3.
En 2023 Aguirre pasó a ser entrenador del Real Oviedo femenino.
En marzo de 2024 fichó como entrenador del Real Betis Féminas.

### Como director deportivo
En 2019, tras cuatro temporadas al frente del banquillo, pasó a ser el nuevo director deportivo del equipo femenino.

## Clubes como Jugador
| Club              | País   | Año       |
| ----------------- | ------ | --------- |
| Sestao Sport Club | España | 1981-1983 |
| Bilbao Athletic   | España | 1983-1987 |
| Athletic Club     | España | 1984-1989 |
| Bilbao Athletic   | España | 1989-1990 |
| Real Burgos       | España | 1990-1994 |
| Celta de Vigo     | España | 1994      |
| Deportivo Alavés  | España | 1994-1996 |

## Clubes como Entrenador
| Club                           | País   | Año       |
| ------------------------------ | ------ | --------- |
| Athletic Club (femenino)       | España | 2015-2021 |
| Real Oviedo (femenino)         | España | 2023-2023 |
| Real Betis Balompié (femenino) | España | 2024-     |

## Palmarés como entrenador

### Campeonatos nacionales
| Título                    | Club                     | País   | Año  |
| ------------------------- | ------------------------ | ------ | ---- |
| Primera División Femenina | Athletic Club (femenino) | España | 2016 |